# Édouard Delpit
Pour les articles homonymes, voir Delpit.
Édouard Delpit (1844-1900) était un poète et romancier français.

## Biographie
Né le 30 janvier 1844 à La Nouvelle-Orléans, Édouard Delpit, comme son frère Albert Delpit, est le fils d'un riche commerçant en tabac installé aux États-Unis et, jeune encore, il vient en France pour faire ses études. Il est naturalisé français en 1868. Cette année-là, il se marie le 4 février avec Joséphine Charrier de la Chapelle à Beamont-du-Périgord. Le couple a six enfants nés entre 1872 et 1878.
Édouard Delpit prend la direction du journal montpelliérain L'Union nationale en 1872. Il devient sous-préfet de Nérac en 1873, puis retourne dans le Périgord, où il est rédacteur en chef du journal politique quotidien Le Courrier de la Dordogne,. Il est nommé inspecteur général de la librairie et de l'imprimerie en 1877, sous la présidence de Mac Mahon.
Il écrit des poèmes comme les Mosaïques en 1871, du théâtre comme Constantin en 1877 et du roman comme Chaîne brisée en 1890.
En 1889, il devient rédacteur en chef de L'Écho douaisien,, un poste qu'il occupe toujours six ans plus tard.
En 1898, malade, il part s'établir à Québec pour se rapprocher de son fils. Il y meurt en février 1900.